# Seleção Moldava de Voleibol Masculino
A seleção moldava de voleibol masculino é uma equipe europeia composta pelos melhores jogadores de voleibol da Moldávia. A equipe é mantida pela Federação de Voleibol da República da Moldávia (Fédération de Volleyball de la Republique de Moldavie). Encontra-se na 77ª posição no ranking mundial da FIVB segundo dados de 4 de janeiro de 2012.